# 明惠皇后 (閩)
明惠皇后（896年—930年），本名劉華，字德秀，封州贺水县人。原为南漢清遠公主，后成为為閩太祖次子王延鈞的元配夫人，930年逝世。閩惠宗登基後追封為皇后，閩康宗的母親。

## 生平
劉華是南汉追尊襄帝刘隐的次女，母亲是嚴夫人。其叔父刘䶮即位时，封劉華为清远公主。《南汉书》误记载她为刘䶮的女儿，后世墓志出土，得知其误。
后梁贞明三年（917年），闽王王审知为时为牙內都指揮使的儿子王延钧聘娶了二十二岁的清远公主。封为燕国夫人，生下四男二女。清远公主有美色，很得丈夫恩爱，但在35岁时染时疫去世。谥号明惠，葬福州莲花峰。龙启元年（933年），王延钧称帝，追封清远公主为皇后。
《南汉书》卷8《诸王公主传》及卷3《高祖本纪》载王延钧宠爱陈金凤，公主渐渐失宠，终使王延钧于永和元年（935年）二月废黜公主，改立陈金凤为后。按墓志，当时公主已去世五年，当时被废的皇后当为王延钧的继室金氏，《南汉书》误。

## 子女

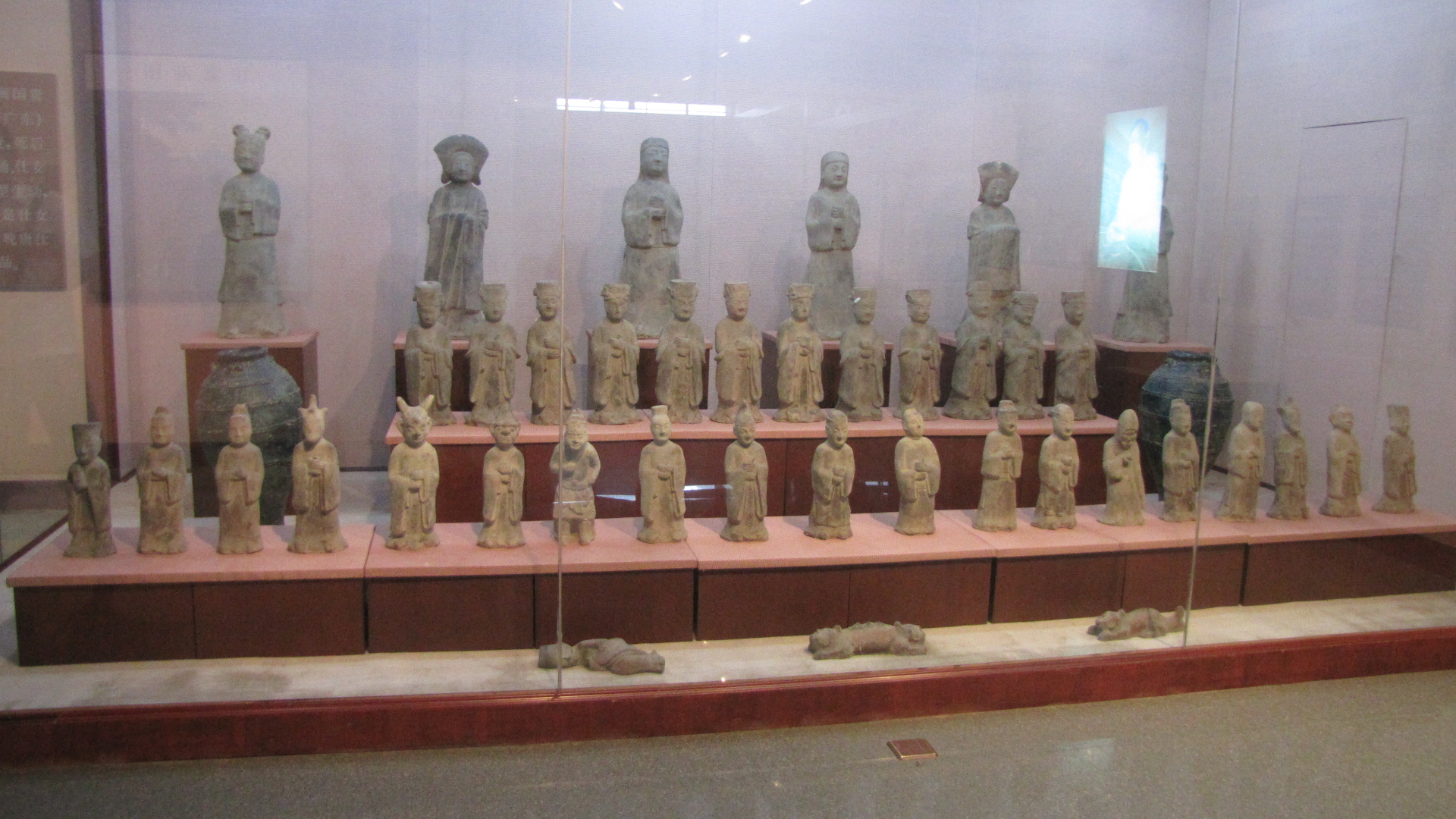
五代闽国刘华墓出土的一组陶俑

子：
- 王继严，检校尚书、户部员外郎
- 王继鹏，闽康宗
- 王继韬
- 王继恭，试大理评事

女：
- 皇長女王氏（名、封號不詳）
- 皇次女王氏（名、封號不詳）